# 1923 dans les chemins de fer
Chronologie des chemins de fer
1922 dans les chemins de fer - 1923 - 1924 dans les chemins de fer

## Événements
- 27 mai, France : ouverture de la section Trocadéro - Saint-Augustin de la ligne 9 du métro de Paris.
- 1er juin, France : inauguration de la nouvelle gare de Sarrebourg.
- 3 juin, France : ouverture de la section Saint-Augustin - Chaussée d'Antin de la ligne 9 du métro de Paris.
- 5 août : inauguration de la ligne de chemin de fer Thiès-Kayes[1].
- 12 août, France : ouverture de la ligne Châteaulin-PO - Crozon sur le Réseau breton.
- 29 septembre, France : ouverture de la section Porte de Saint-Cloud - Exelmans de la ligne 9 du métro de Paris.
- 30 décembre, France : ouverture de la première section de la ligne 10 du métro de Paris : Invalides - Croix-Rouge.
- Fin d'année. France : la Compagnie des chemins de fer de Paris à Lyon et à la Méditerranée rachète et exploite le Chemin de fer du Mont-Revard.
- France : la station Sèvres - Croix-Rouge de la ligne A du Nord-Sud (future ligne 12 du métro de Paris) prend son nom actuel : Sèvres - Babylone.
- Grande-Bretagne : mise en service par le London and North Eastern Railway de la locomotive à vapeur classe A3 Pacific dite Flying Scotsman sur la ligne de Londres à Édimbourg.

## Décès
- 3 septembre : Adolf Klose meurt à Munich. Ingénieur en chef de la traction aux chemins de fer du Wurtemberg de 1887 à 1898, il inventa en 1884 le principe du châssis flexible qui porte son nom.